# Pico da Grande Agulha
Pico da Grande Agulha (em búlgaro:  Голям Иглен връх,IPA:;nome da variante em em castelhano:  pico Falsa Aguja ' Pico da agulha falsa '  ) é o cume do cume central de Levski, nas montanhas Tangra, na ilha de Livinston, na Antártica . Subindo para 1.679,5   m, é o terceiro pico mais alto das montanhas e da ilha depois do Monte Friesland (1700,2   m) e St. Boris Peak (1685   m) O Great Needle Peak supera a geleira Huron e seu tributário que drena o vale Devnya ao norte, a geleira Magura a leste, a geleira Srebarna ao sul e a geleira Macy ao sudoeste.

## História
O nome do pico deriva do nome espanhol da forma pico Falsa Aguja (pico da agulha falsa), que provavelmente remonta a 1957, como 'ótimo' sendo estabelecido em uso e considerado mais adequado do que 'falso', pois esse pico principal é altamente glaciado. dificilmente poderia ser associado ao pico "verdadeiro" da agulha ( pico Aguja ), um pico rochoso agudo de elevação que   m situado perto do Ponto Samuel à 8 km de distância.
A primeira subida e levantamento GPS do Pico da Grande Agulha foi realizada em 8 de janeiro de 2015 pelos alpinistas búlgaros Doychin Boyanov, Nikolay Petkov e Aleksander Shopov da localidade de Campo Academia (541   m) via Lozen Saddle (437   m) e pico de Plana (740   m)  Sua elevação de pico medida de 1.679,5   m)  atualizou a estimativa existente anteriormente (1.690 m de acordo com a pesquisa topográfica búlgara Tangra 2004/05 ), e confirmou que o cume das montanhas e da ilha é de fato o ano 1700.2   m alto Monte Friesland .

## Localização
O pico está localizado 6,7   km a leste do Monte Friesland, 3.32   km a leste de sul do Pico Levski, 2,21   km sul-sudeste do Pico Plana , 2.54   km ao sul de Pico de Sitalk e 1,84   km ao sul do Pico Tutrakan, 2.15   km ao sudoeste do Pico Helmet, 3,32   km a noroeste de M'Kean, 1,29   km ao norte do Pico Serdica  e 470   m a sudeste do pico de Sofia (1655 m), com o qual forma um pico duplo.

## Mapas
- Carta de Chetland do Sul, incluindo Coronation Island, etc.da exploração da saveiro Dove nos anos 1821 e 1822 por George Powell Comandante da mesma. Escala ca. 1: 200000. Londres: Laurie, 1822
- Ilhas Chetland do Sul.Mapa topográfico da escala 1: 200000. Folha DOS 610 W 62 60. Tolworth, Reino Unido, 1968.
- Ilhas Livingston e Decepción. Mapa topográfico em escala 1: 100000. Madri: Serviço Geográfico do Exército, 1991.
- S. Soccol, D. Gildea e J. Bath. Ilha de Livingston, Antártica. Escala 1: 100000 mapa de satélite. Fundação Omega, EUA, 2004.
- LL Ivanov et al., Antártica: Livingston Island e Greenwich Island, Ilhas Shetland do Sul (do Estreito Inglês ao Estreito de Morton, com ilustrações e distribuição de cobertura de gelo), mapa topográfico em escala 1: 100000, Comissão Antártica de Nomes de Lugares da Bulgária, Sofia, 2005
- LL Ivanov. Antártica: Ilhas Livingston e Greenwich, Robert, Snow e Smith. Escala 1: 120000 mapa topográfico. Troyan: Fundação Manfred Wörner, 2010. ISBN 978-954-92032-9-5    (Primeira edição de 2009. ISBN 978-954-92032-6-4 ISBN   978-954-92032-6-4 )
- Banco de dados digital antártico (ADD).Escala 1: 250000 mapa topográfico da Antártica. Comitê Científico de Pesquisa Antártica (SCAR). Desde 1993, regularmente atualizado e atualizado.
- LL Ivanov. Antártica: Livingston Island e Smith Island . Escala 1: 100000 mapa topográfico. Fundação Manfred Wörner, 2017. ISBN 978-619-90008-3-0 ISBN   978-619-90008-3-0

## Galeria

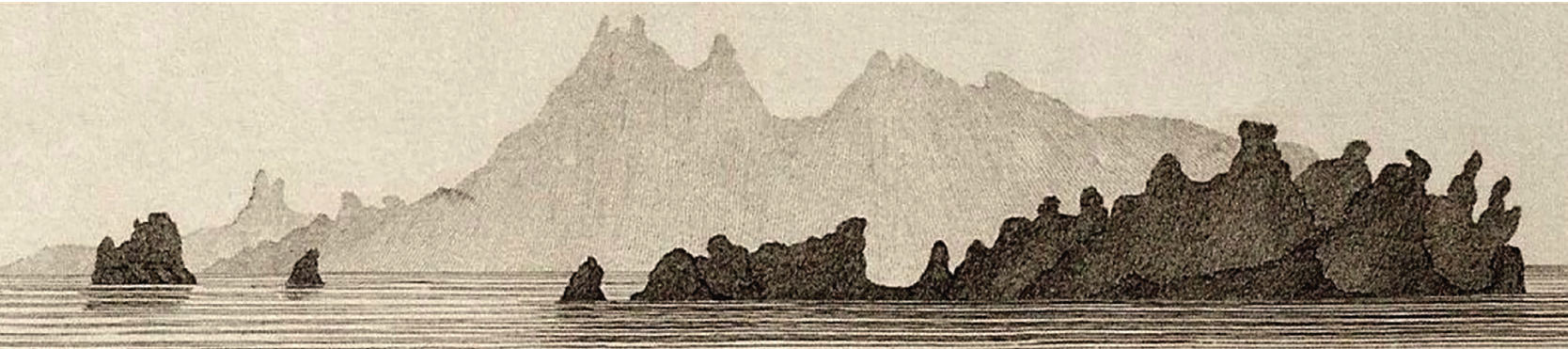
Vista norte das Montanhas Tangra representando (da esquerda para a direita) o Grande Pico da Agulha, o Pico Levski, o Pico Lyaskovets, o Monte Friesland, o Pico St. Boris e o Pico Simeon, com a Ilha da Desolação em primeiro plano; fragmento de uma ilustração da carta de George Powell de 1822 nas Ilhas Shetland do Sul
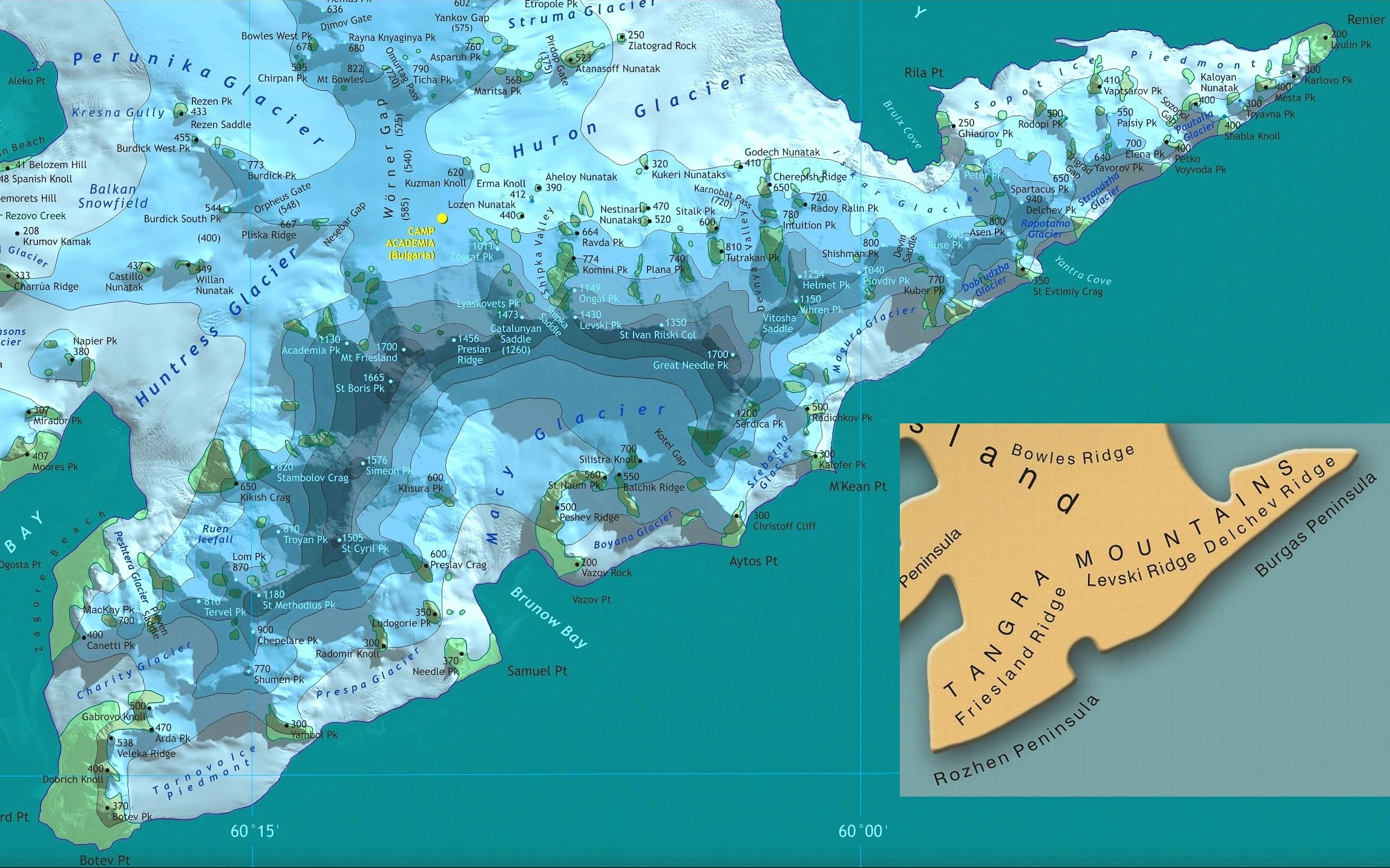
Mapa de Montanhas Tangra
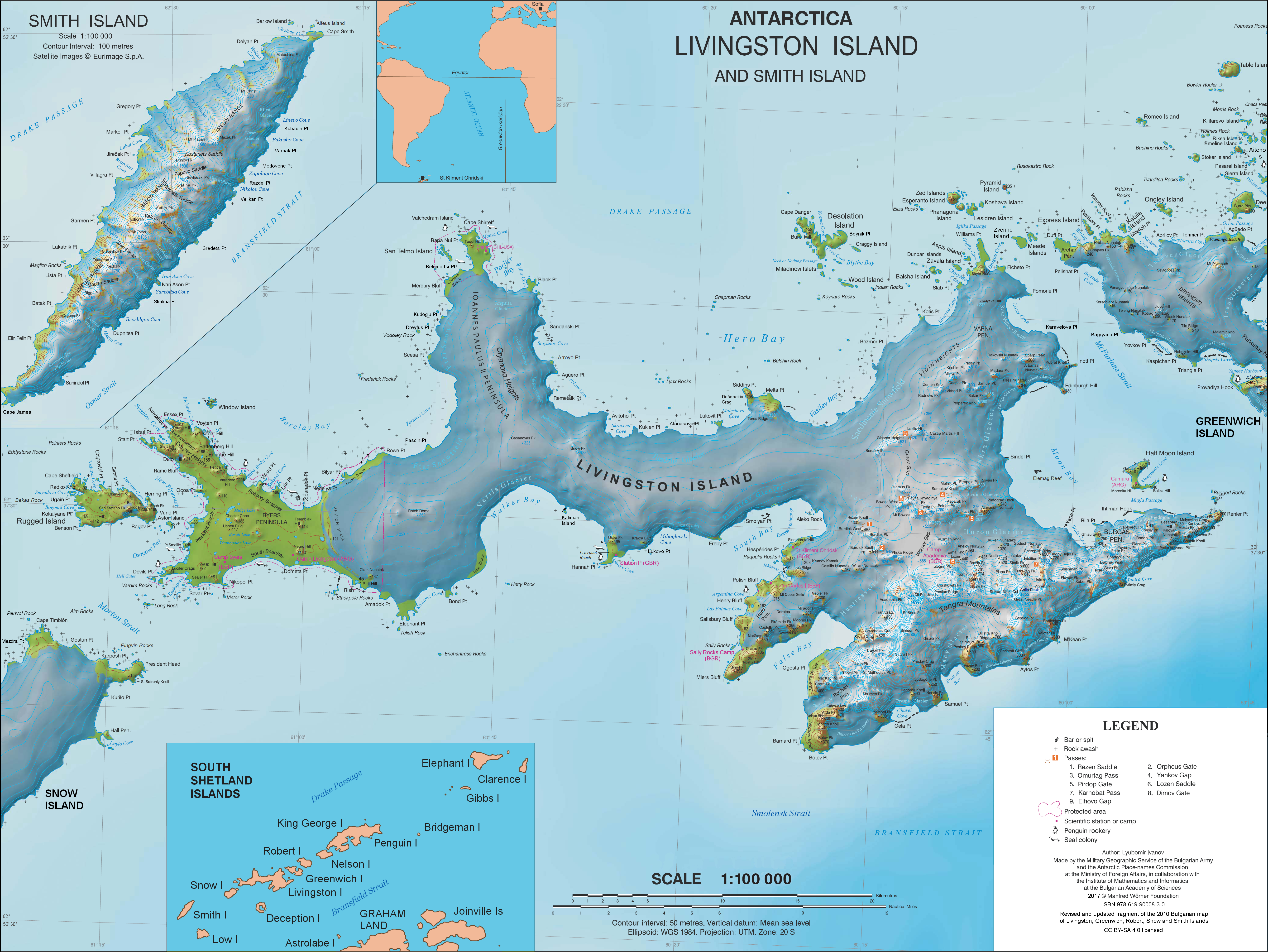
Mapa topográfico de Livingston Island e Smith Island
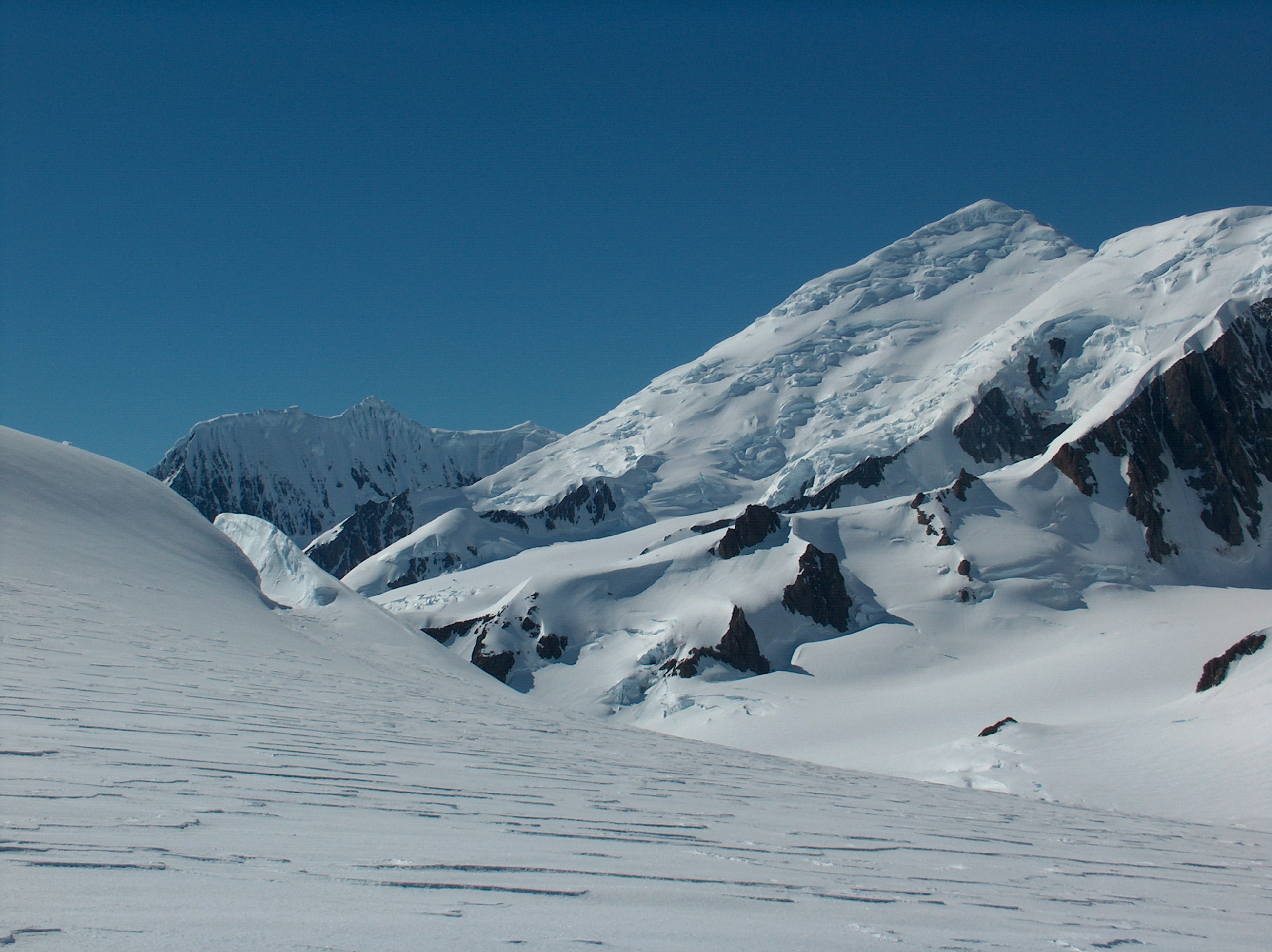
Great Needle Peak de Kuzman Knoll, com Helmet Peak em segundo plano
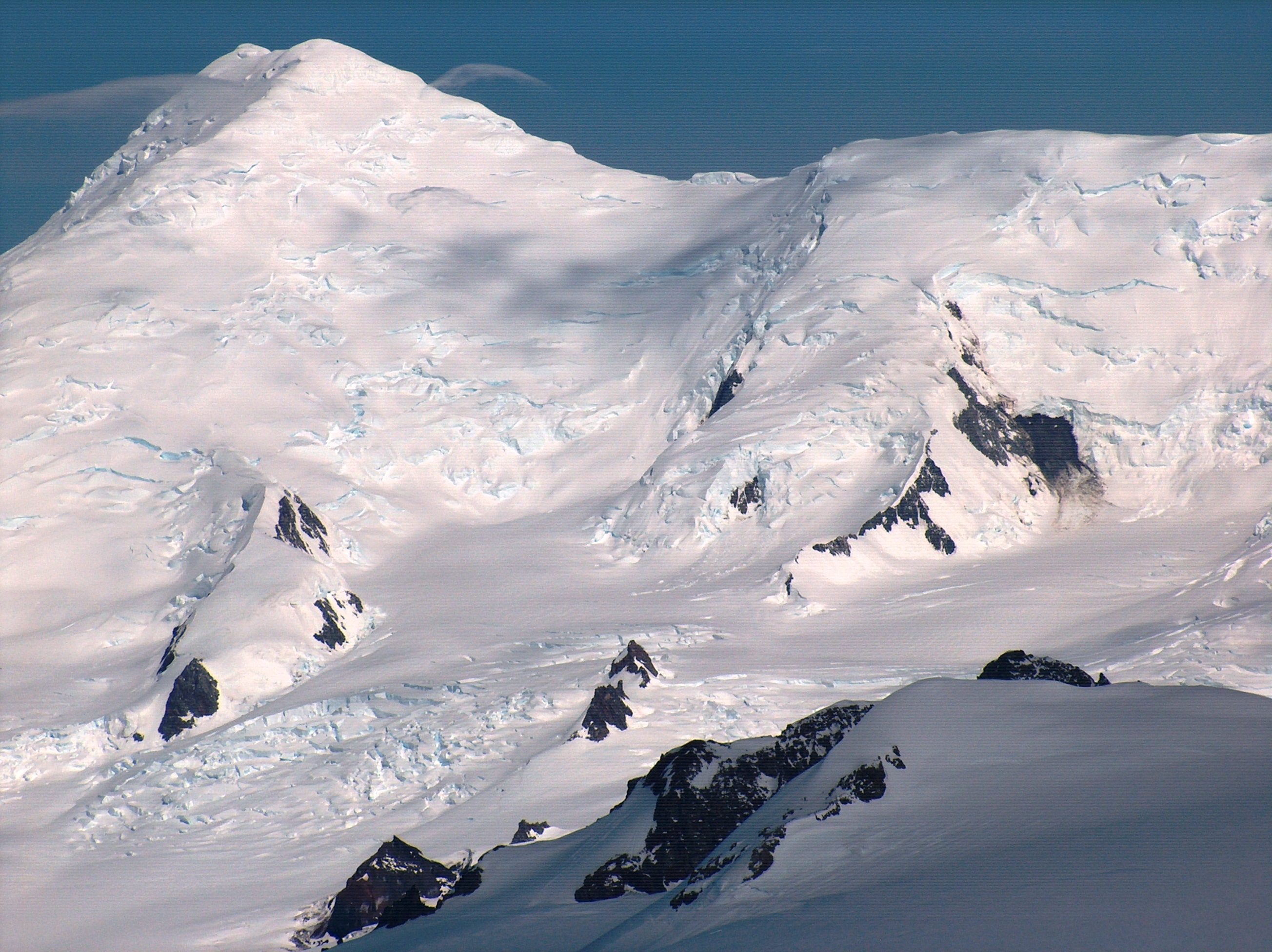
Grande Pico da Agulha do Pico Miziya, com Sliven Peak e Atanasov Nunatak em primeiro plano, Huron Glacier com Kukeri Nunataks e Nestinari Nunataks ao meio e Great Needle Peak e St.   Ivan Rilski Col supera Plana Peak e Kardam Buttress em segundo plano
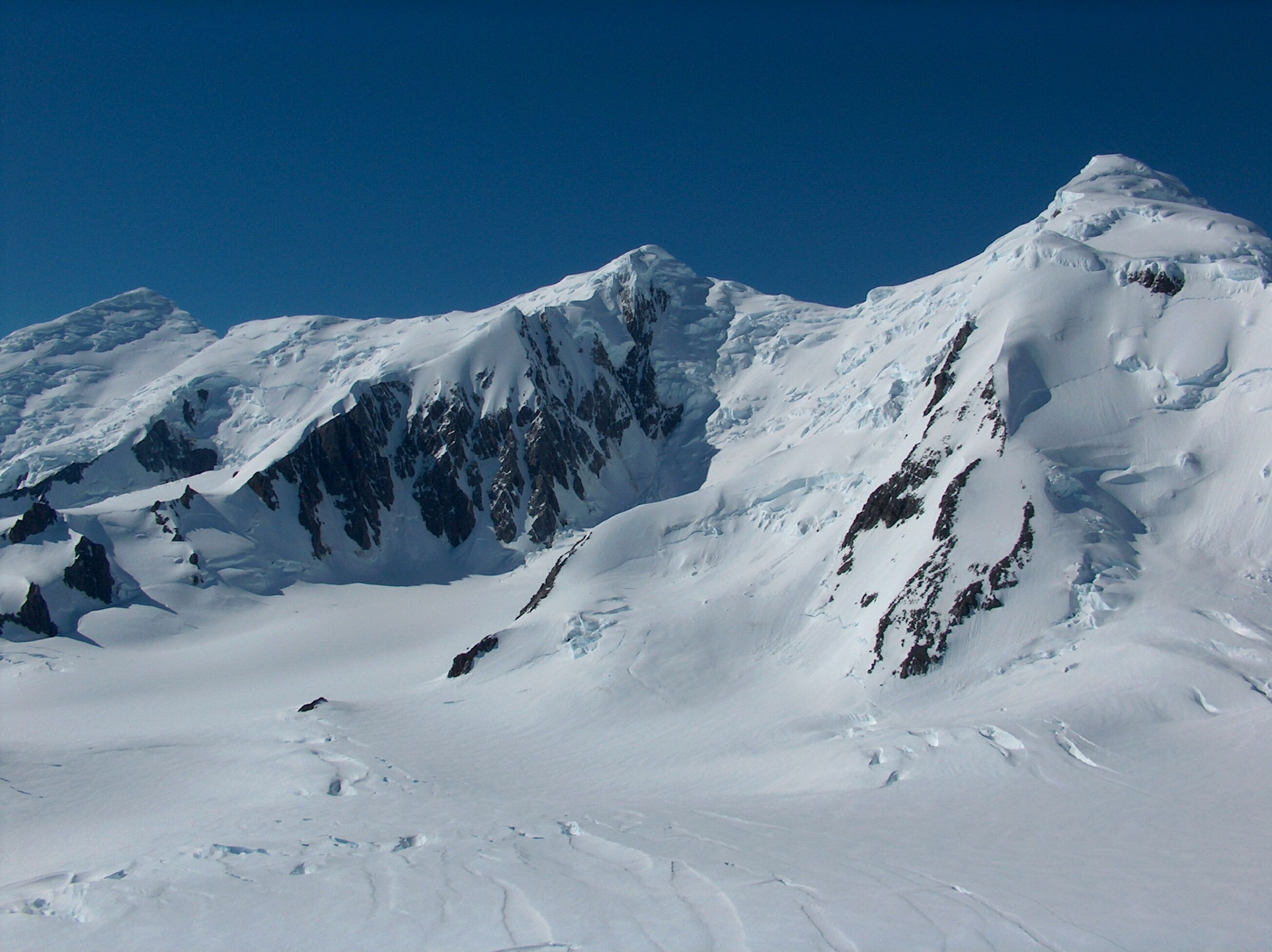
Montanhas Tangra central, da esquerda para a direita, Great Needle Peak, Levski Peak e Lyaskovets Peak
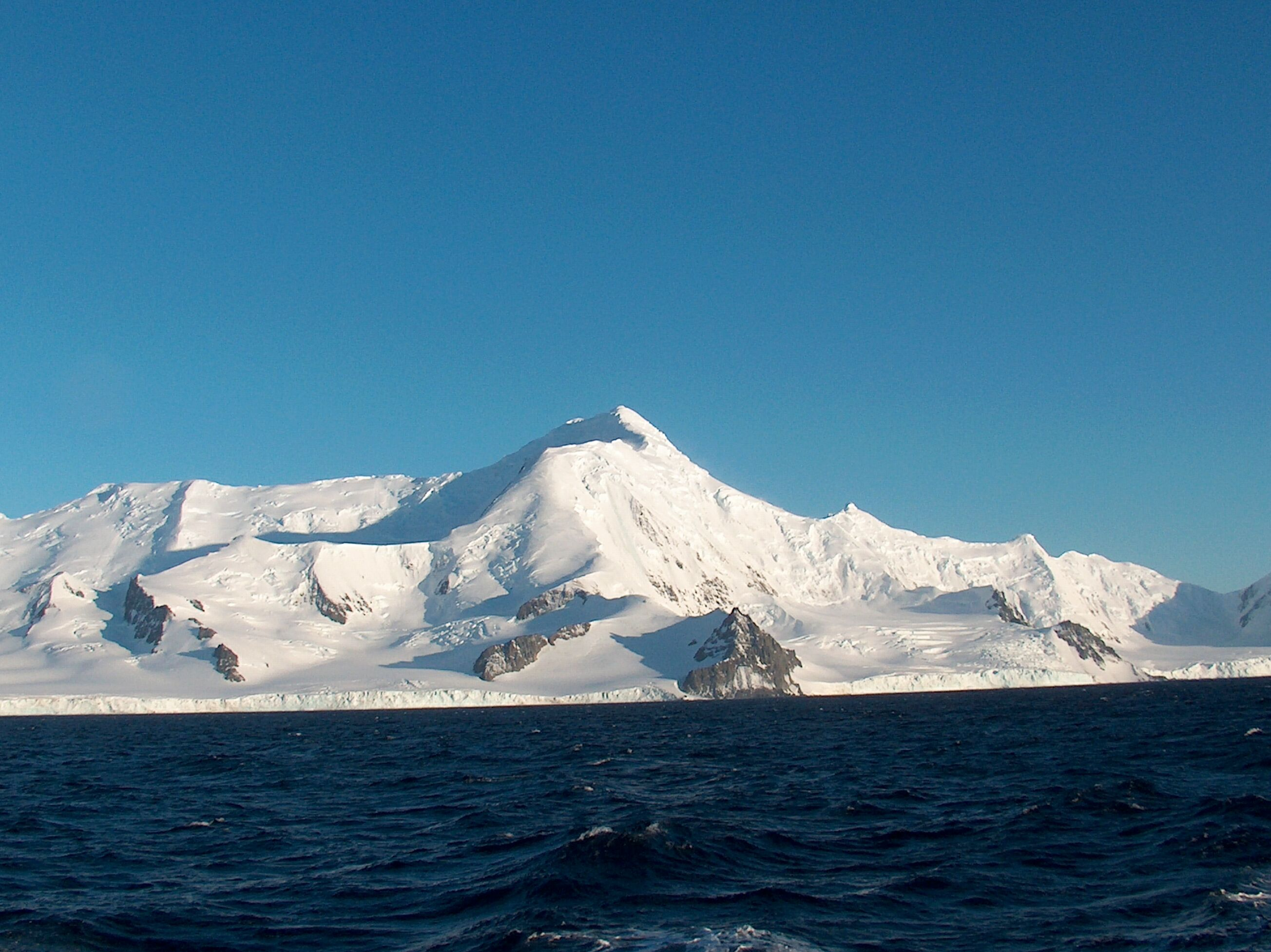
Levski Ridge do Estreito de Bransfield, com Great Needle Peak no centro.
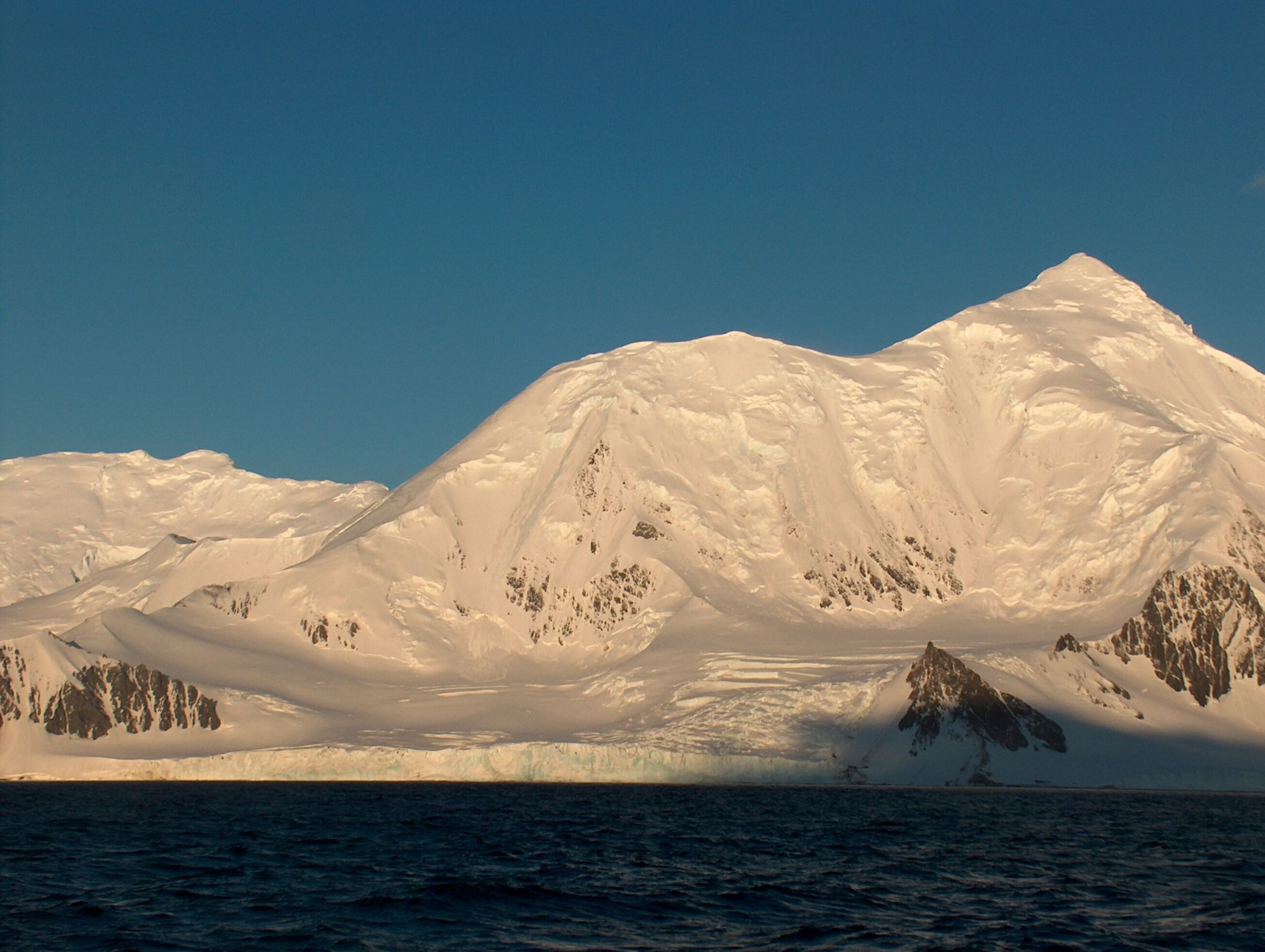
Grande pico da agulha do estreito de Bransfield, com o pico Serdica no meio e o monte Friesland no fundo esquerdo
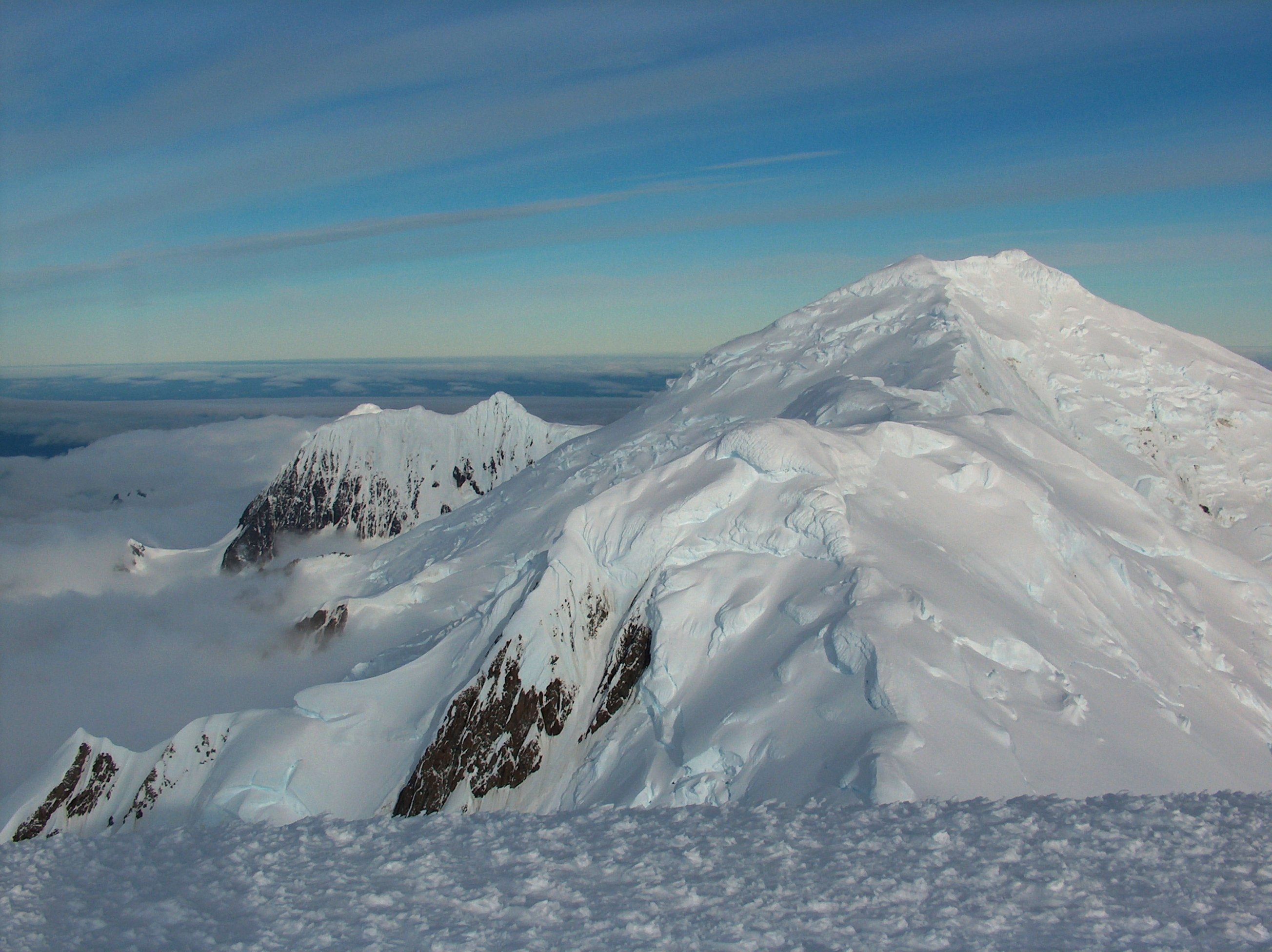
O pico gêmeo do pico de Sofia e do pico da grande agulha do pico de Lyaskovets, com o pico de Levski em primeiro plano e o pico de capacete em segundo plano
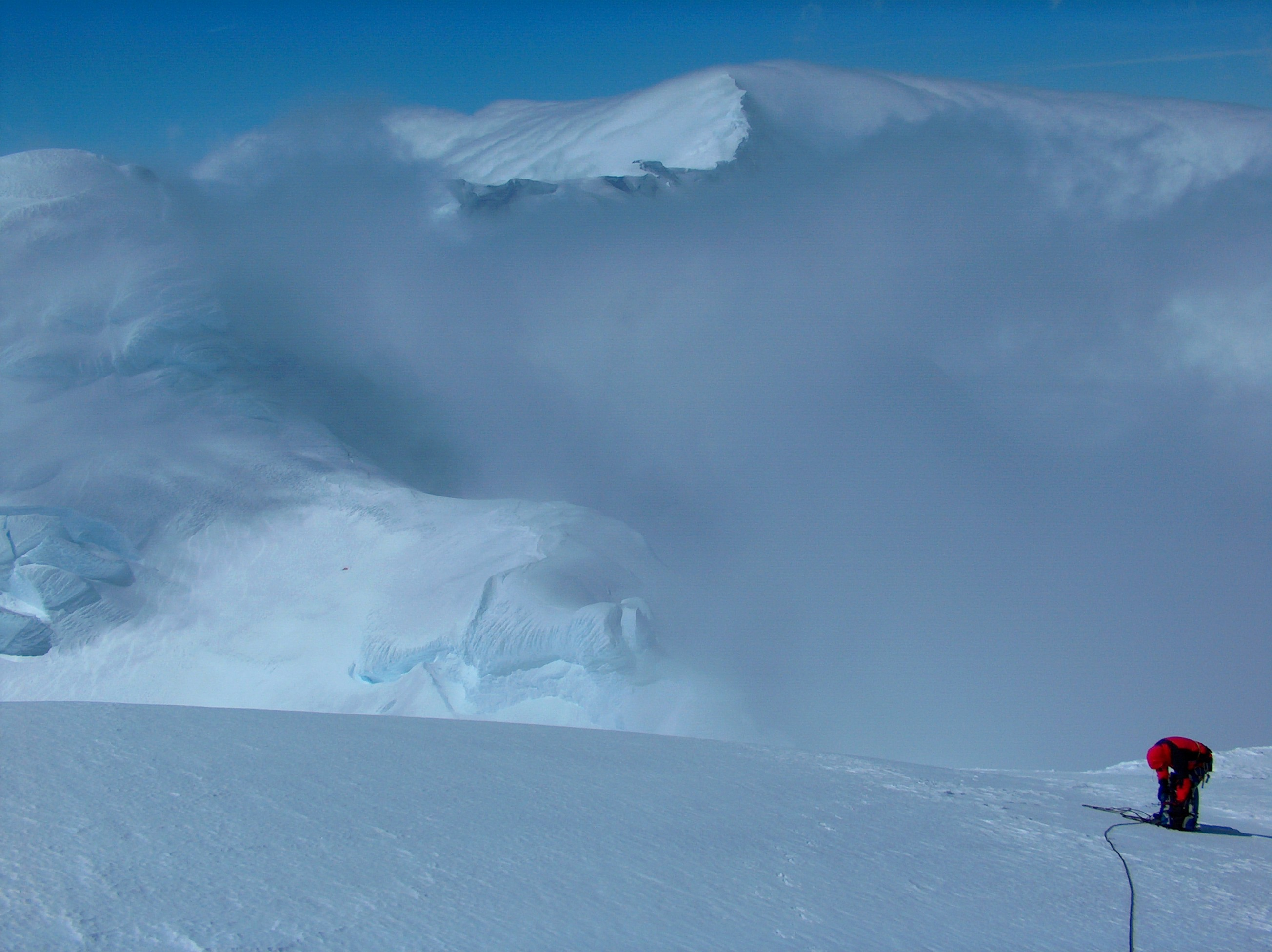
Na crista das Montanhas Tangra, com vista para o Presian Ridge, a leste, em direção à Sela Cataluniana (com o acampamento do Tangra Survey 2004/05 ), o Pico Lyaskovets fica à esquerda e o St. Ivan Rilski Col e o Great Needle Peak em segundo plano